# Église d'Auteuil (stanice metra v Paříži)
Église d'Auteuil je přestupní stanice pařížského metra na lince 8 a 10  v 16. obvodu v Paříži. Nachází se před kostelem na náměstí Place Théodore Rivière. Metro je v této části linky jednosměrné, tj. vlaky jezdí pouze ve směru ze stanice Gare d'Austerlitz do stanice Boulogne – Pont de Saint-Cloud. S průměrným počtem 150.000 cestujících ročně je nejméně frekventovanou stanicí metra v Paříži.

## Historie
Stanice byla otevřena 30. září 1913 při rozšíření linky 8 od stanice Beaugrenelle (dnes Charles Michels) po Porte d'Auteuil. 27. července 1937 byl úsek La Motte-Picquet – Grenelle ↔ Porte d'Auteuil připojen k lince 10.

## Název
Původní jméno stanice znělo Wilhelm podle ulice Rue Wilhelm. 15. května 1921 dostala stanice dnešní název, který znamená česky kostel Auteuil podle zdejšího kostela Panny Marie, který se nachází ve čtvrti Auteuil.

## Vstupy
Východ v přední části vlaku vede na náměstí Place Théodore Rivière. Výstup na konci vlaku, který slouží pouze jako východ, vede do ulice Rue Wilhelm.